# Dirce Militello
Dirce Militello (Chavantes, 26 de janeiro de 1924 — São Paulo, 10 de janeiro de 1988) foi uma atriz brasileira. É mãe da atriz Vic Militello, fruto de seu casamento com Humberto Militello.

## Filmografia

### Cinema
| Ano  | Título               | Papel                |
| ---- | -------------------- | -------------------- |
| 1985 | A Hora da Estrela    | Mãe de Glória        |
| 1983 | Janete               | Membro do Ciro Royal |
| 1983 | Nasce Uma Mulher     | Adelaide             |
| 1982 | Sete Dias de Agonia  | Irmã Imaculada       |
| 1979 | Sinfonia Sertaneja   | Júlia                |
| 1978 | Curumim              | Mãe                  |
| 1977 | Contos Eróticos      |                      |
| 1976 | Torturadas pelo Sexo |                      |

### Televisão
| Ano  | Título                         | Papel    |
| ---- | ------------------------------ | -------- |
| 1978 | Solar Paraíso                  | Risoleta |
| 1974 | O Machão - Um Exagero de Homem |          |
| 1973 | Rosa dos Ventos                | [ 7 ]    |
| 1972 | Signo da Esperança             | Lurdinha |
| 1971 | Nossa Filha Gabriela           | Jurema   |
| 1970 | O Meu Pé de Laranja Lima       | Santinha |
| 1970 | As Bruxas                      | Rúbia    |